# Apanteles edwardsii
Apanteles edwardsii är en stekelart som beskrevs av Riley 1889. Apanteles edwardsii ingår i släktet Apanteles och familjen bracksteklar. Inga underarter finns listade i Catalogue of Life.